# Neuroxena postrubidus
Neuroxena postrubidus är en fjärilsart som beskrevs av Rothschild. Neuroxena postrubidus ingår i släktet Neuroxena och familjen björnspinnare. Inga underarter finns listade i Catalogue of Life.